# Aeroportul Lumbala
Aeroportul Lumbala (IATA: GGC, ICAO: FNBL) este un aeroport din Provincia Moxico, Angola.
Situat la o altitudine de 1.070 m, aeroportul dispune de o singură pistă.